# Фондација Студеница
Фондација Студеница је непрофитна добротворна организација заснована на идеји да се кроз помоћ образовању младих, улаже у будућност читавог друштва. 
Фондација ради од 1993. године. Регистрована је као хуманитарна организација у Србији и САД-у.

## Визија и мисија
Визија Фондације Студеница је да је друштво у којем су знање, моралне, културне, научне и филантропске вредности, прави темељи друштва. Кроз образовање и посвећеност овим принципима се доприноси напретку Србије. 
Мисија Фондације Студеница је да подржи образовање младих и унапреди напоре институција и појединаца у стварању бољих услова за развој образовања, који ће користити и њима, и српском друштву у целини, земљама у којима они живе и раде, и најзад, свету у целини.

## Програм Фондације
Основна делатност Фондације Студеница је стипендирање српске омладине у домовини и иностранству. 
Фондација Студеница пружа подршку младима кроз три кључна програма: 
- Образовање и подршка младима,
- Подршка науци и уметности и
- Култура напретка и давања.

У циљу подстицања доброчинства и задужбинасртва Фондација од 2024. године додељује “Награду за филантропију Мирослав Мајкл Ђорђевић” за изузетна дела филантропије и задужбинарства са намером да се очува наслеђе Мирослава Мајкла Ђорђевића, инспиришу други да следе његов пример у изградњи боље и повезаније заједнице, као и да се обнови и ојача традиција задужбинарства и филантропског рада која је у многоме помогла развој српског друштва и државе.  

## Историја
Фондација Студеница основана је 1993. године од стране угледних појединаца из српске дијаспоре у Сједињеним Америчким Државама, на челу са Мирославом Мајклом Ђорђевићем. Покретачи идеје били су људи посвећени унапређењу образовних и културних вредности српске заједнице, а основни циљ био је да се пружи помоћ младима у Србији и региону у стицању бољег образовања и професионалног развоја.
Фондација Студеница је у Србији првих неколико деценија радила под називом Задужбина Студеница.  Од 2019. године почиње да се оријентише на фондацијски начин финансирања и рада на пројектима.

## Име и лого Фондације
Фондација носи назив по српском средњовековном Манастиру Студеница, центру српске писмености и просветитељства кроз векове. Манастир датира из 12. века и под заштитом је УНЕСКА. 
Фондација је од Манастира Студеница добила благослов да као симбол користи Студенички крст који је знак градитељства, раста и напретка.

## Подршка Фондацији
Фондацију подржавају бројни појединци из српске дијаспоре и Србије, као и успешне и друштвено одговорне компаније у Србији. 
Такође, Фондација остварује значајну сарадњу са студентским удружењима, фондацијама, универзитетима и институцијама посвећеним оснаживању и образовању младих.
Од 2023. године Фондација Студеница организује једном годишње донаторско вече у Београду, са циљем прикупљања средстава за стипендирање што више српских студената у земљи и региону. Догађај окупља људи из привреде и академије, угледне појединце и уметнике који се заједно састају са циљем умрежавања и филантропском мисијом да се унапреди образовање и помогну изузетни српски студент са израженом потребом за материјалном помоћи.

## Спољне везе
- Serbian Philanthropic Gala 2022 - гала донаторско вече у Њујорку где су прикупљена средства за стипендирање студената Фондације Студеница
- Студенти о значају стипендија Фондације Студеница - YouTube, 2022.
- Гостовање управнице и стипендиста у емисији "Шареница" на РТС-у - YouTube, 2024.
- YouTube канал Фондације